# کروز (شهرستان)

کروز (به فرانسوی: Creuse) بیست و سومین شهرستان فرانسه است . شهرستان کروز در مرکز فرانسه قرار دارد. این شهرستان زیرمجموعه ناحیهٔ لیموزین می باشد. مساحت این شهرستان ۱۶٬۹۴۲ کیلومتر مربع و جمعیت آن ۱۲۳٬۸۶۱ نفر است. این شهرستان در خلال انقلاب فرانسه بر پا گردید.

## نگارخانه

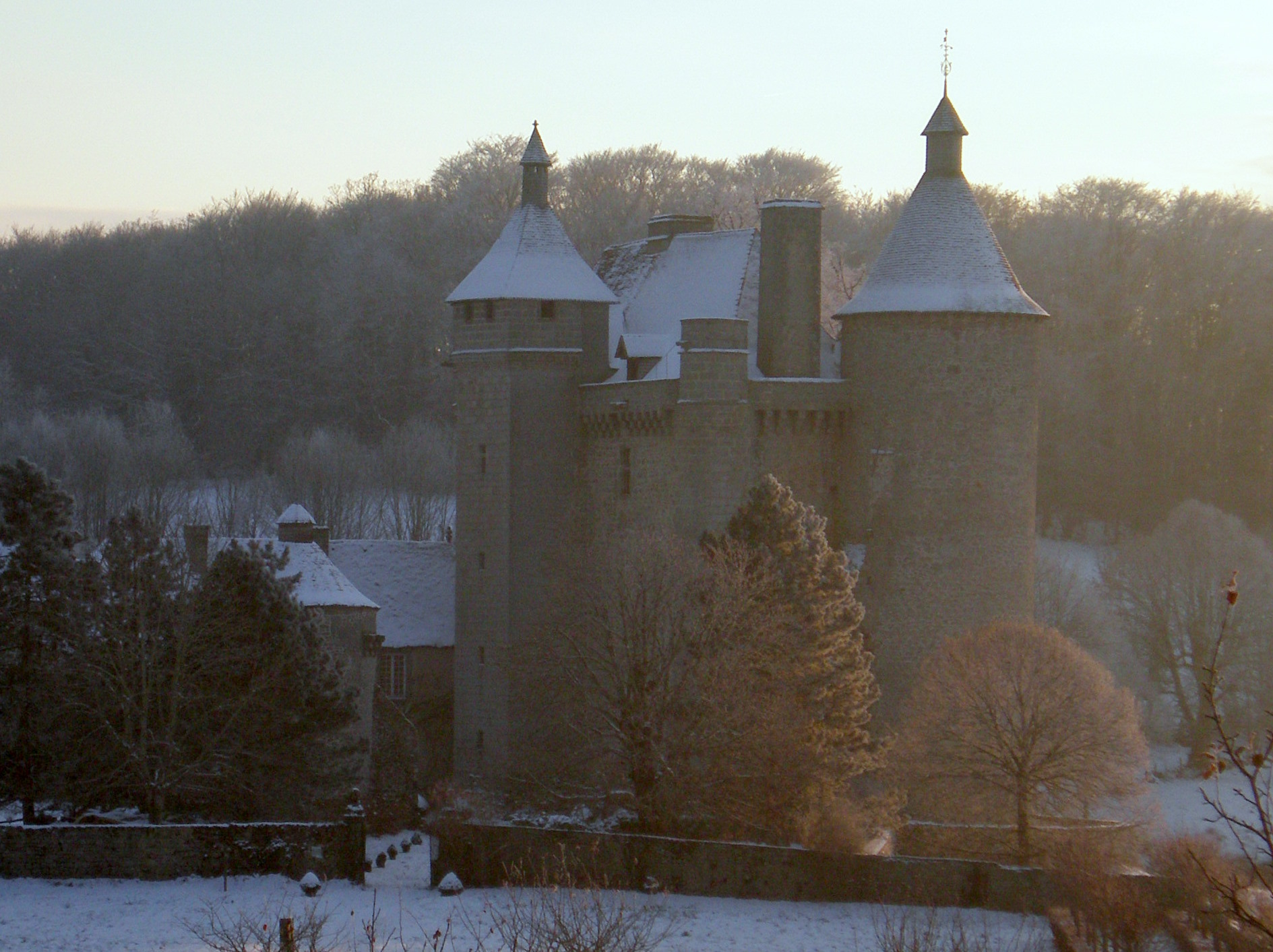
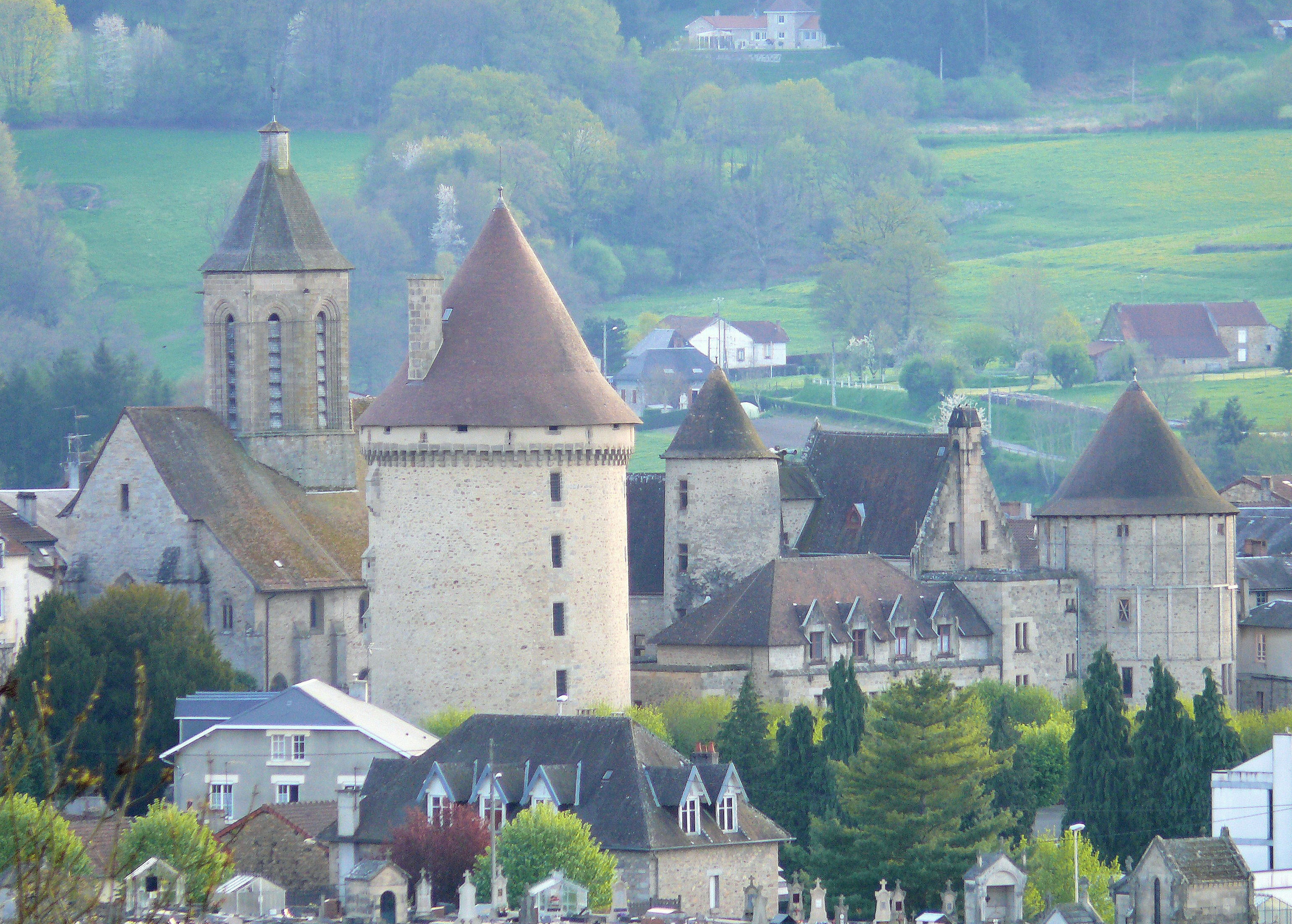
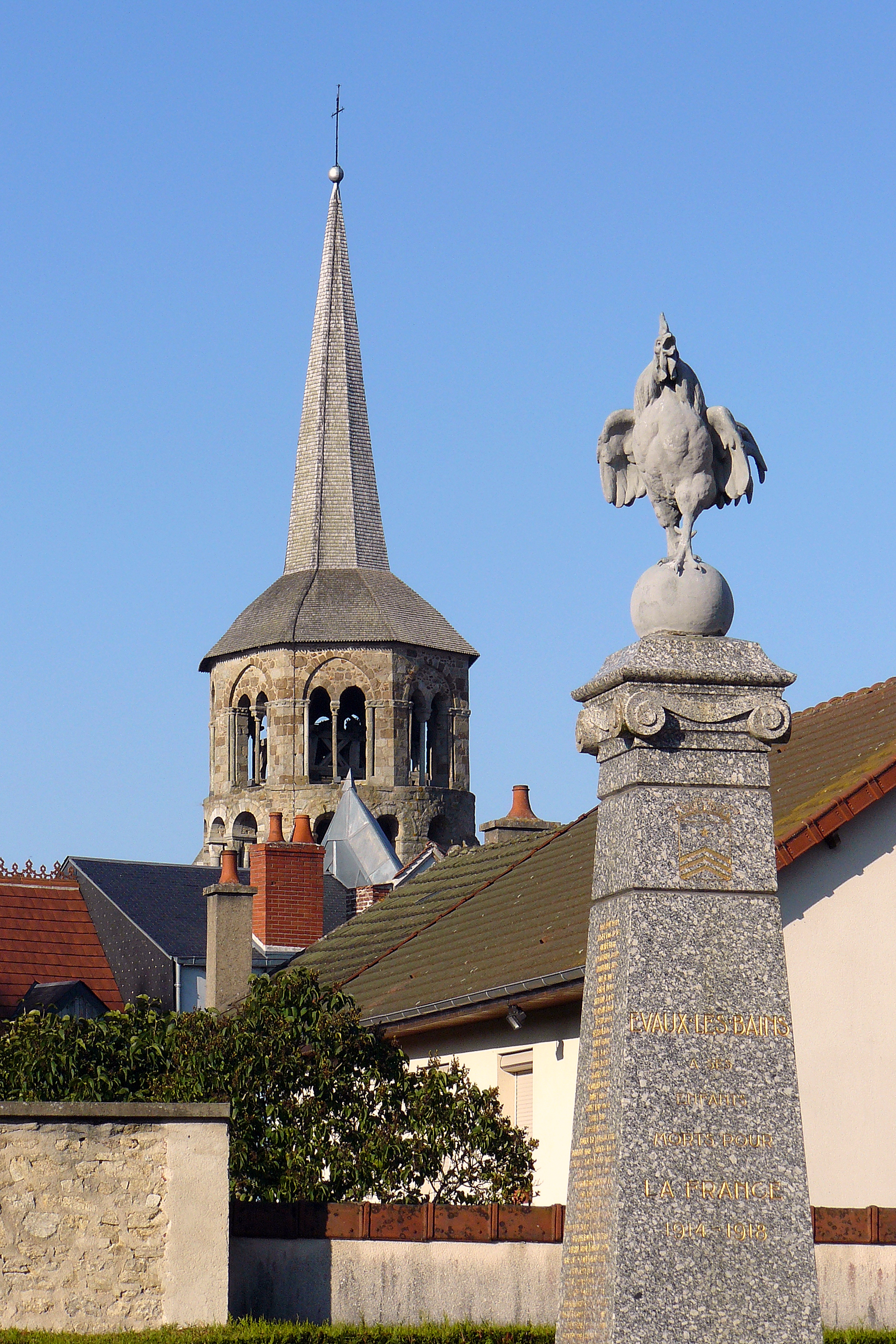
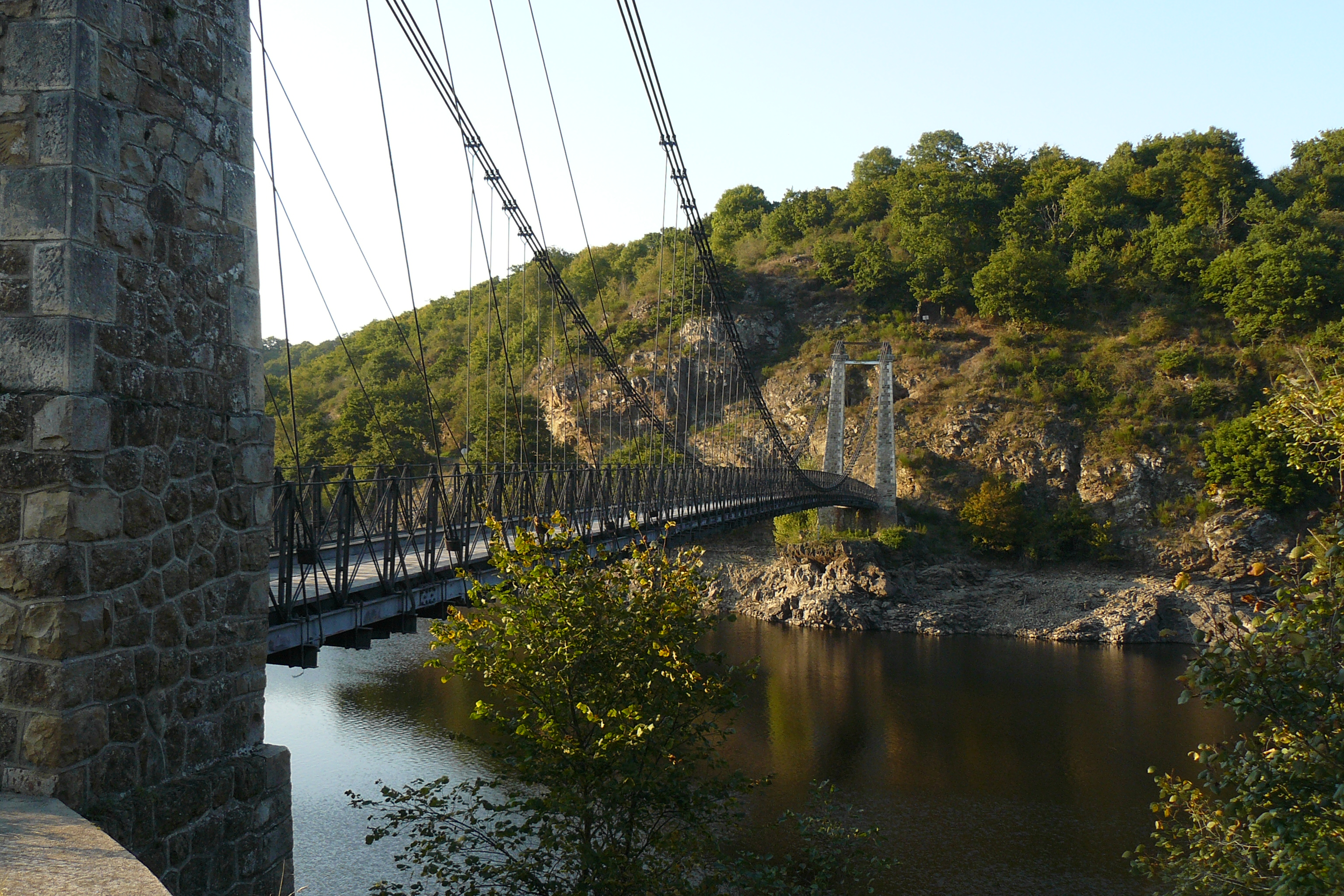
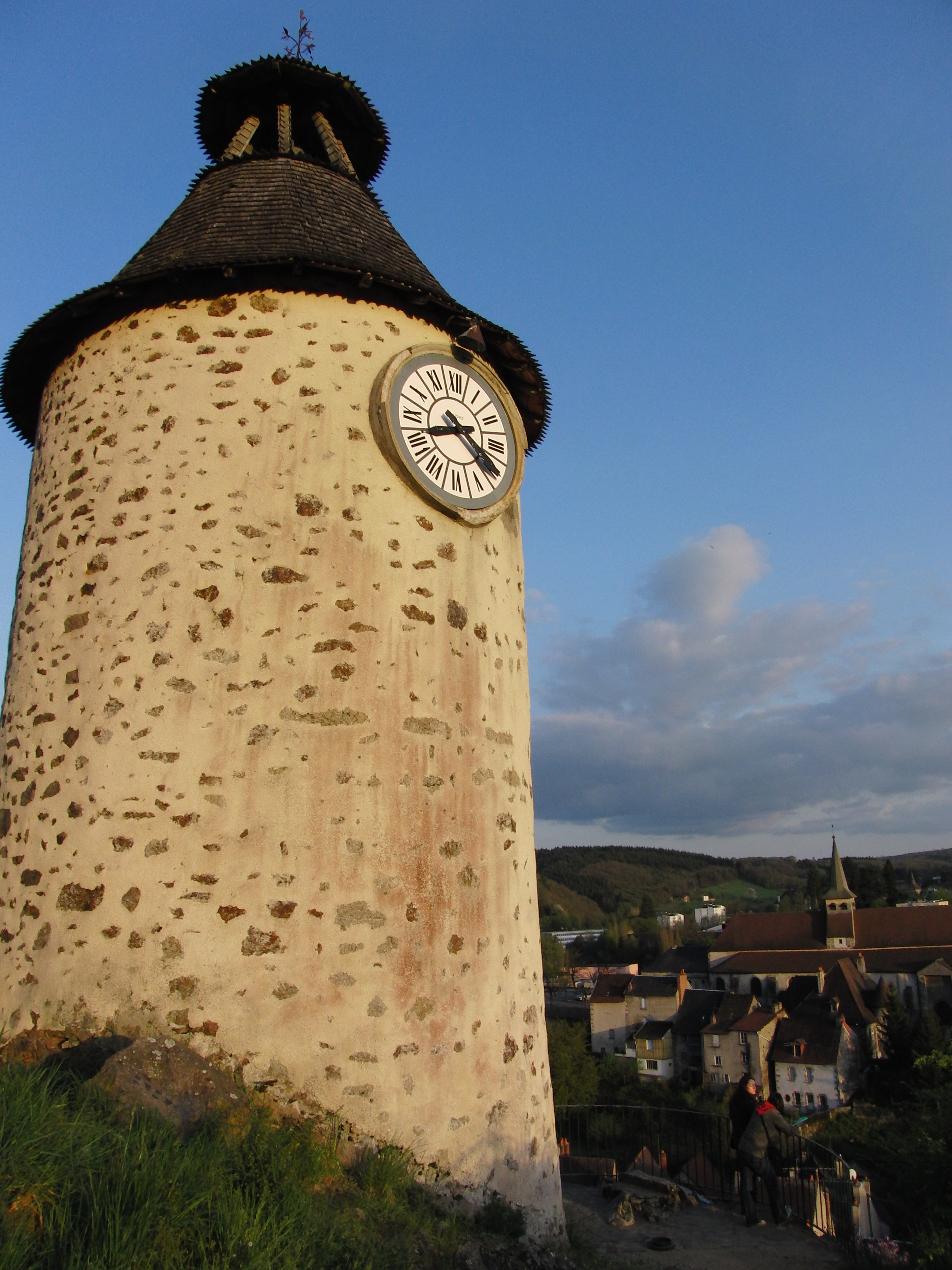
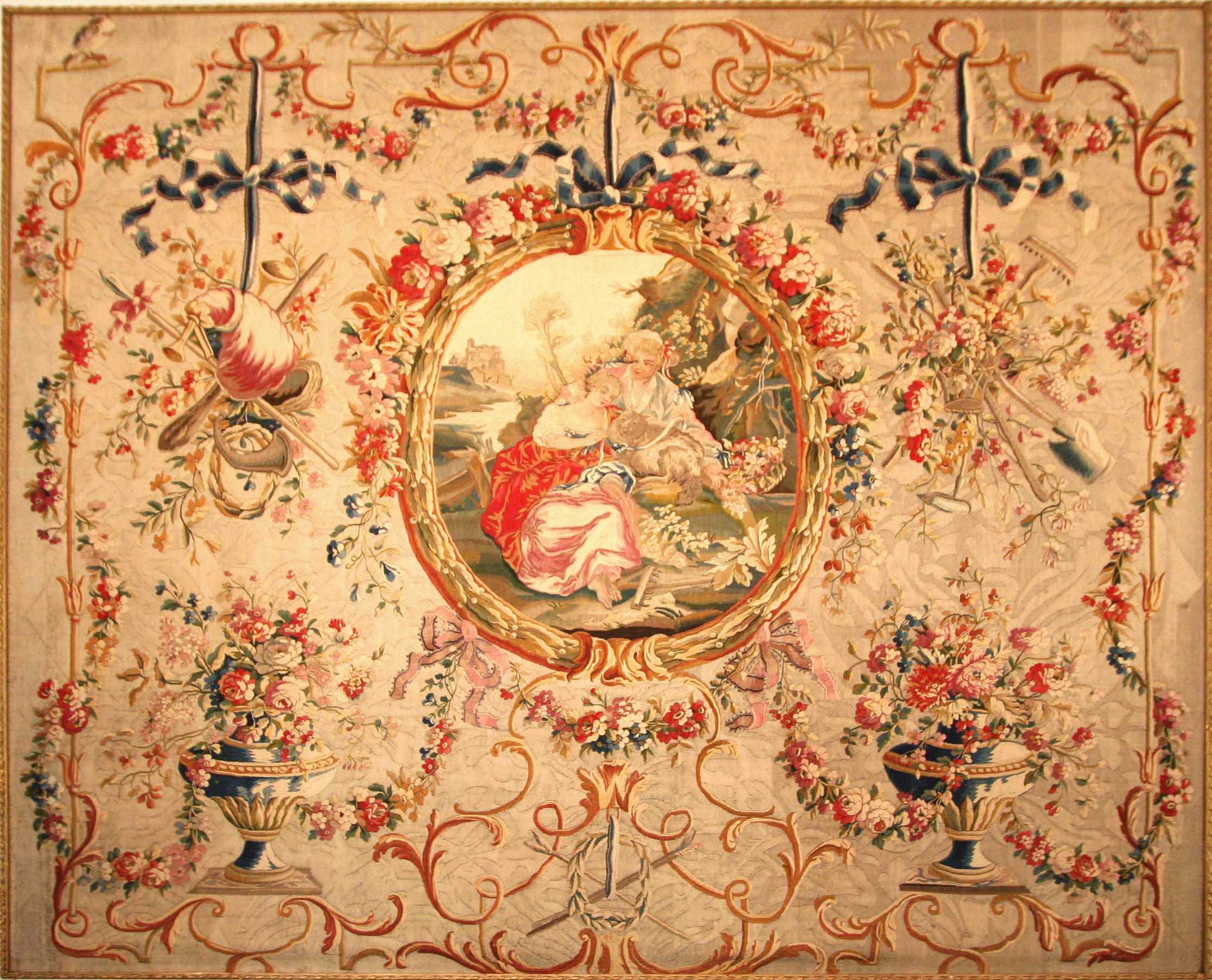
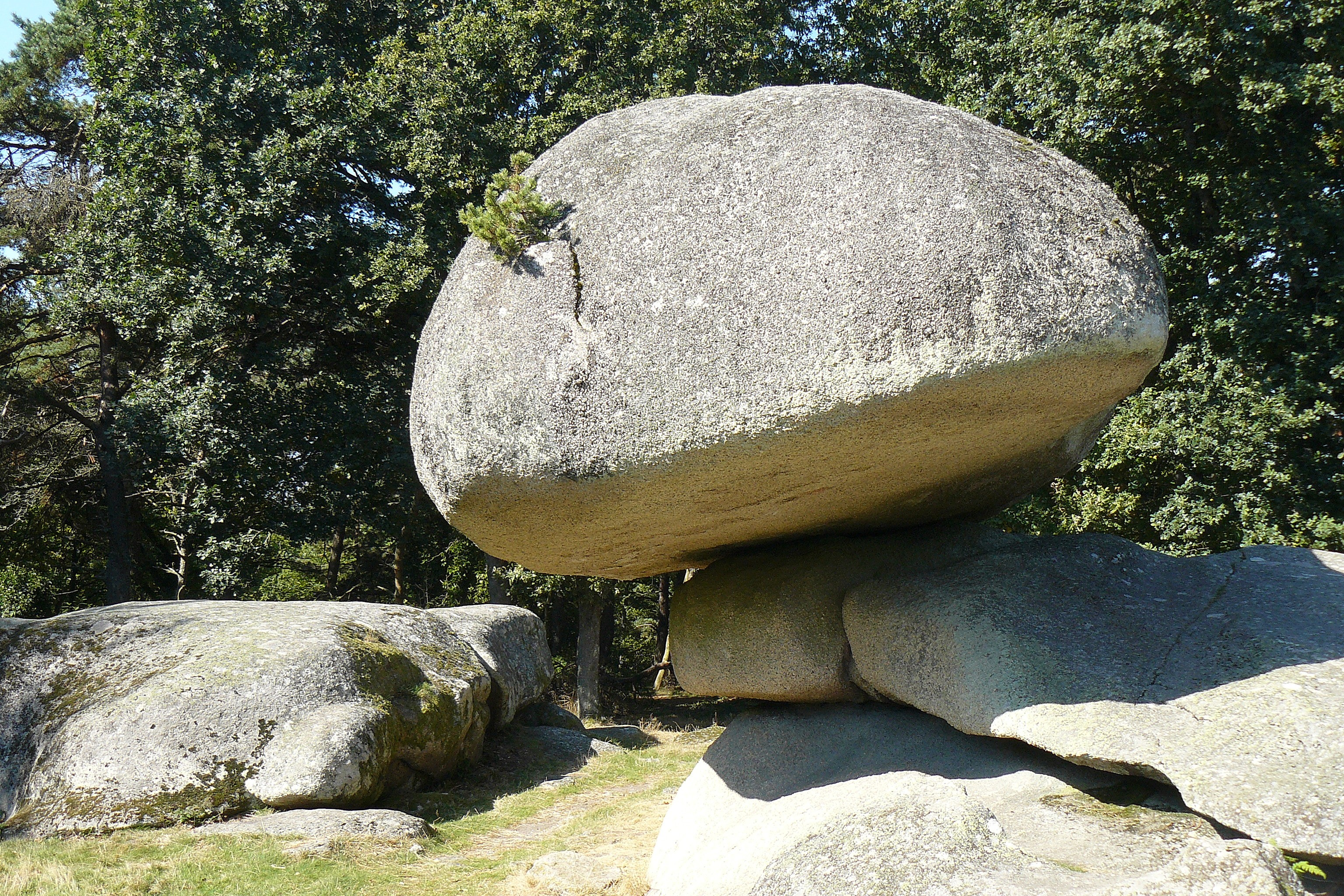
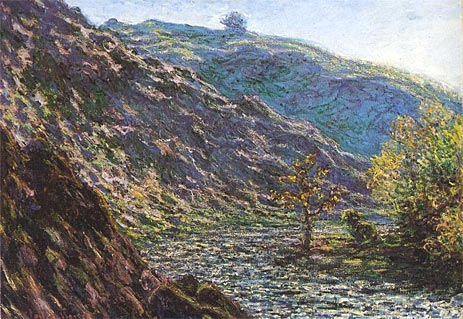
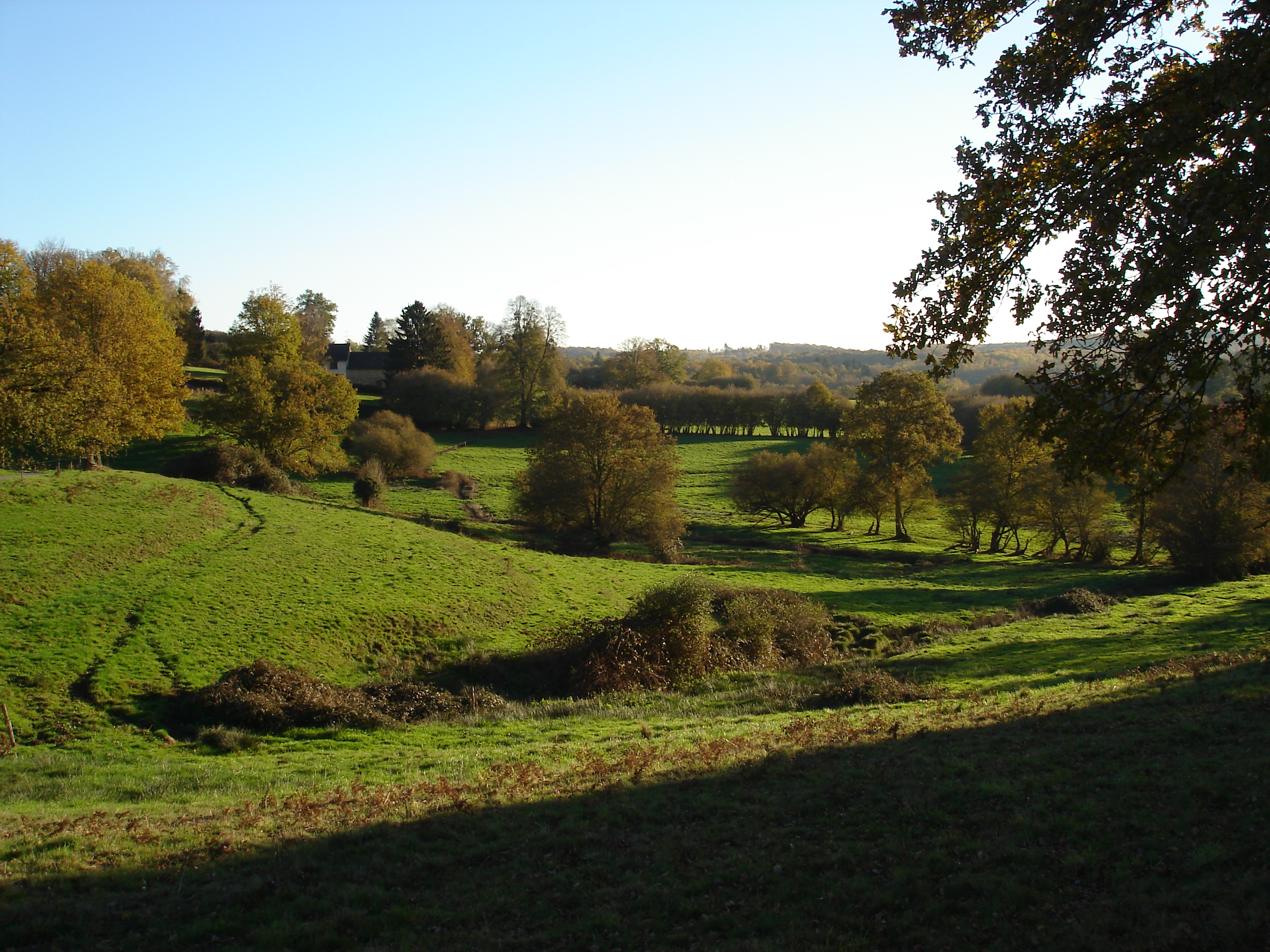
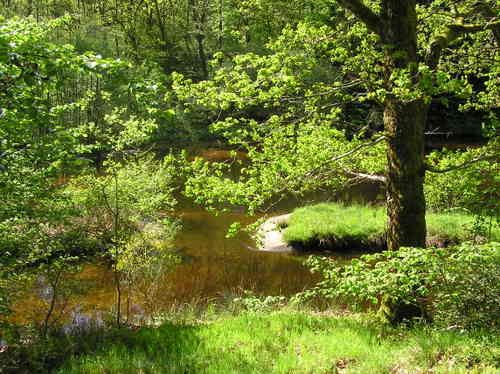
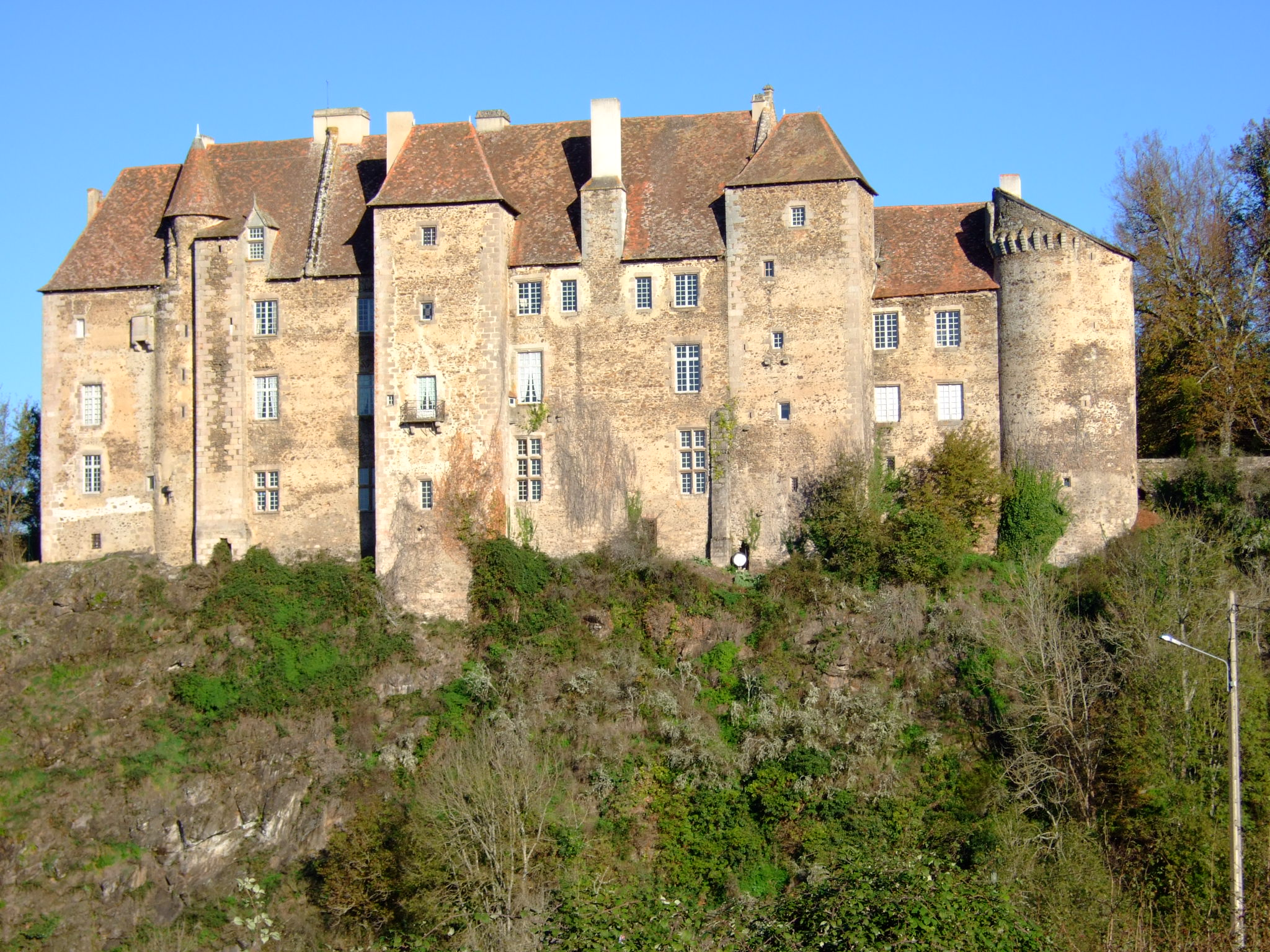
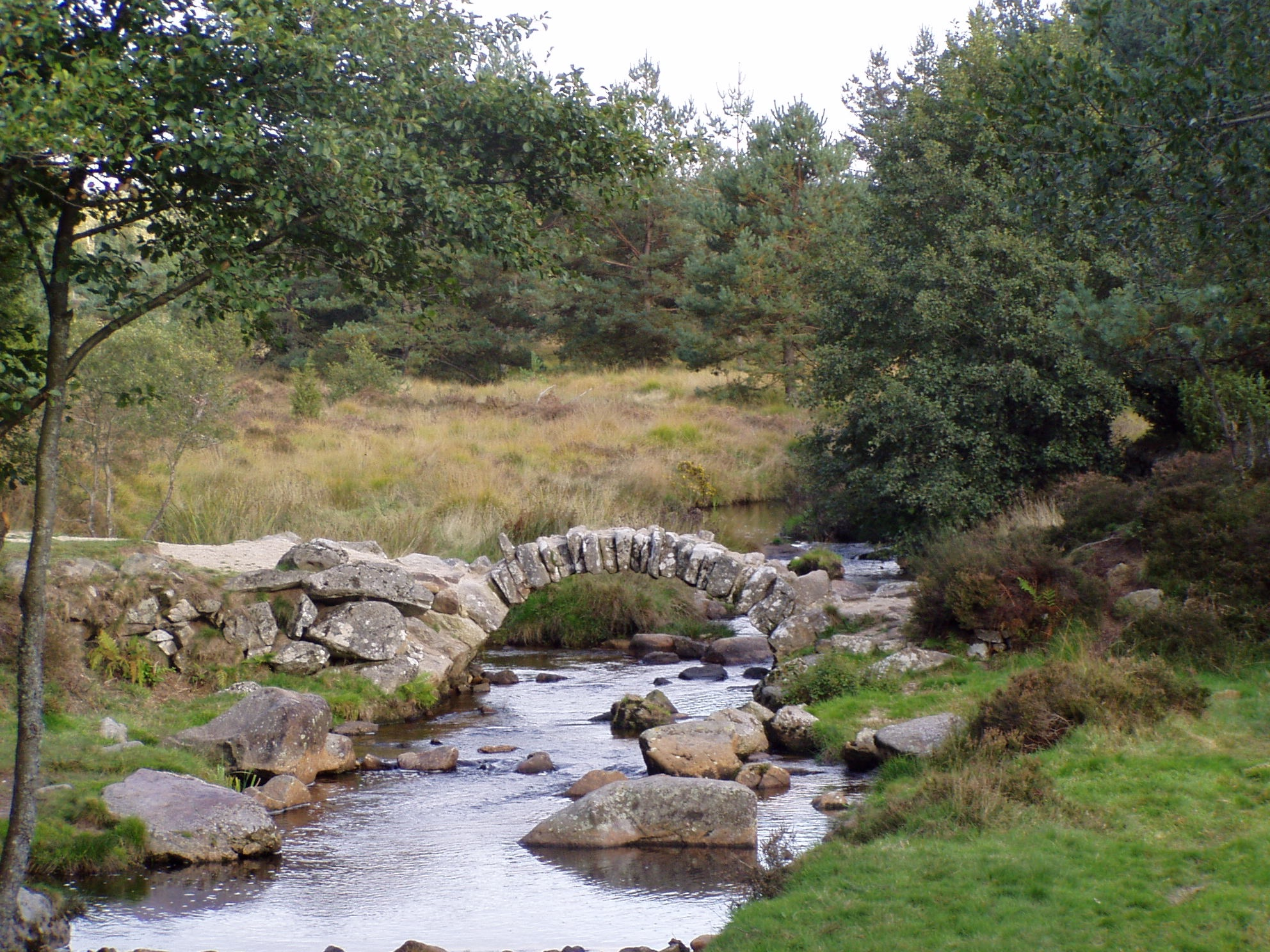
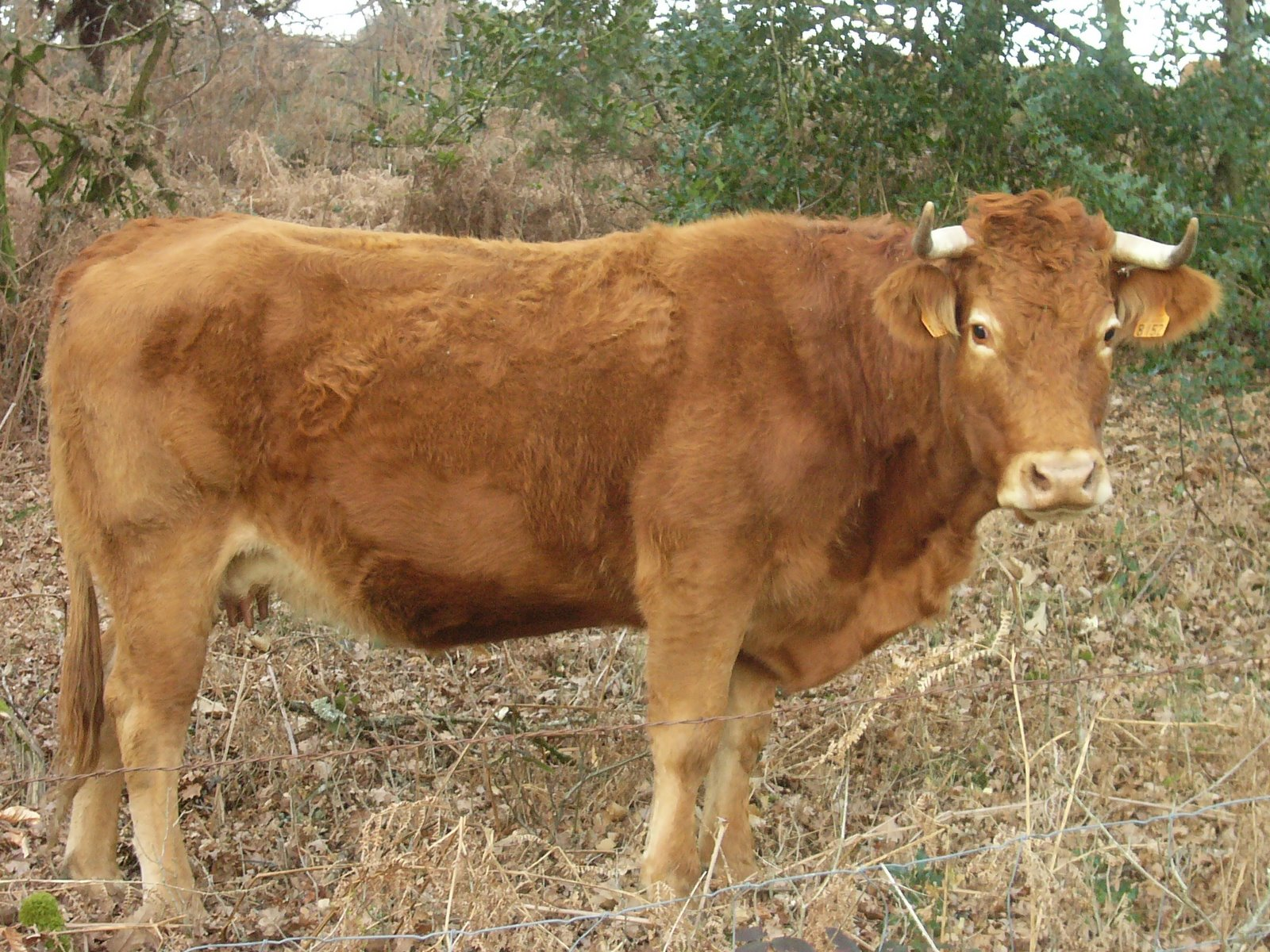
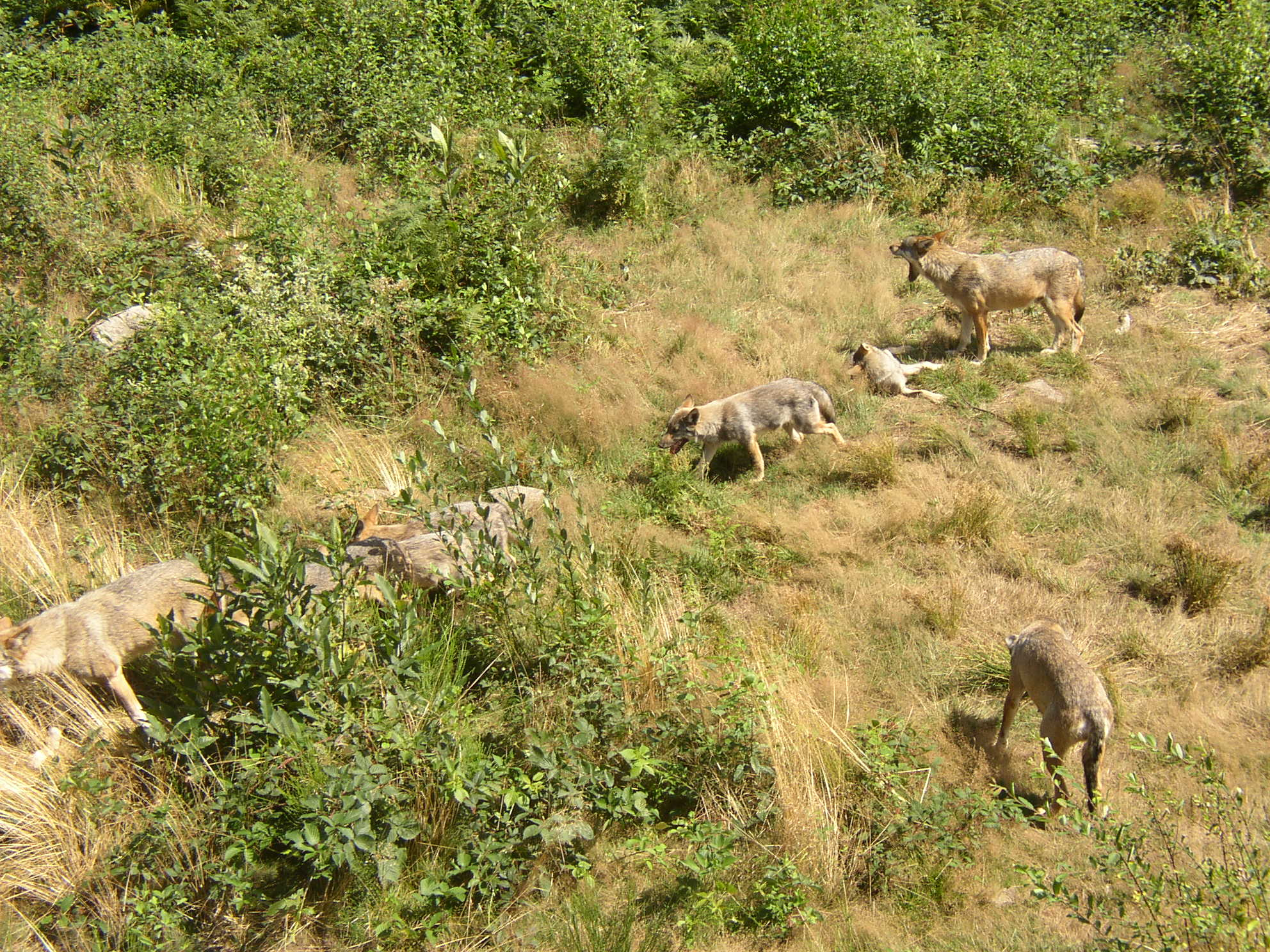
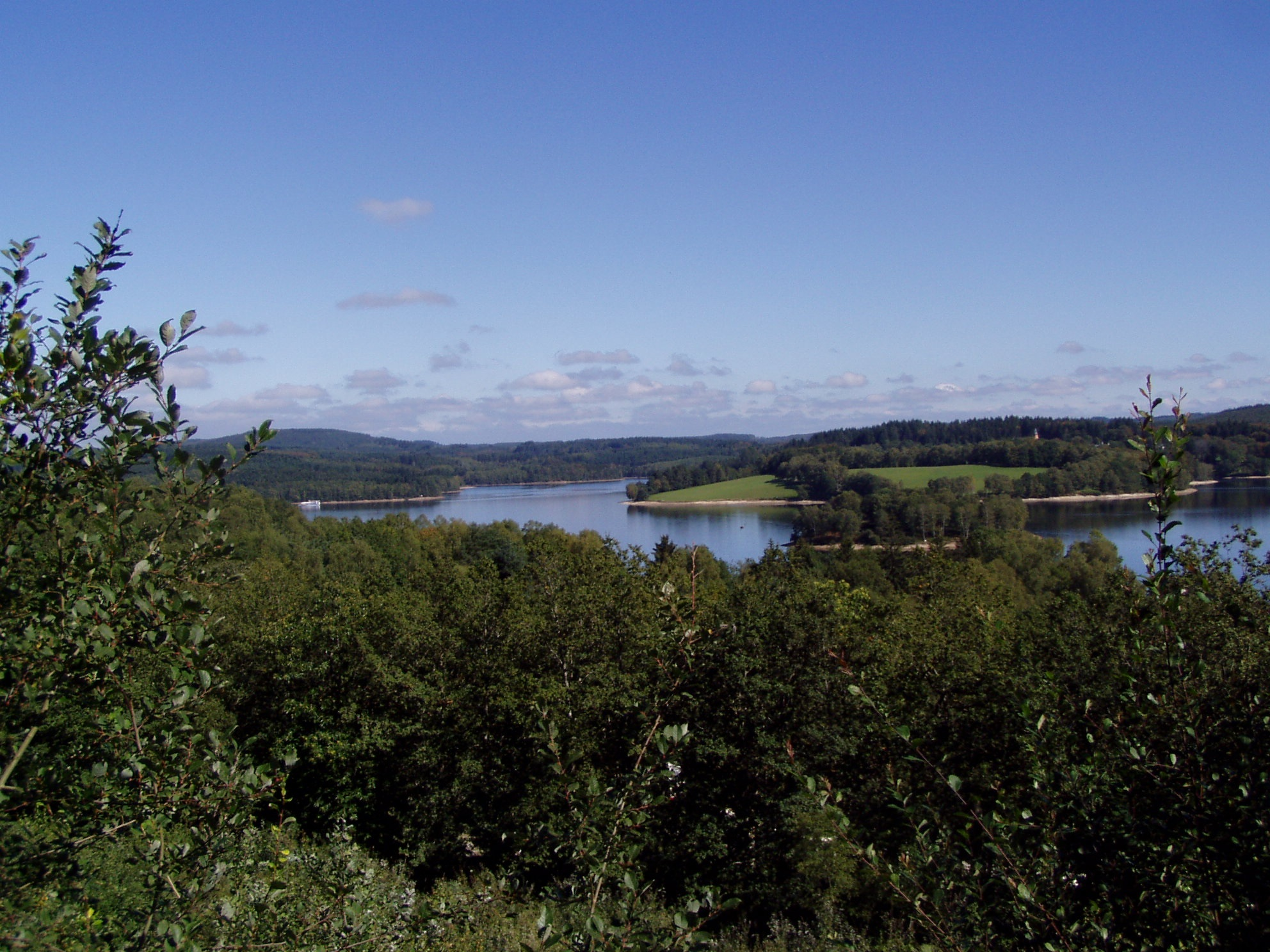